# Gustavo Peyra Anglada
Gustavo Peyra Anglada (Barcelona, 1870 - 1919) fue abogado y político de Cataluña, España. Fue miembro del Partido Conservador y presidente del Círculo Maurista (Antonio Maura) de Barcelona, por el que fue elegido diputado por el municipio de Torroella de Montgrí en Gerona en las elecciones generales españolas de 1914. Posteriormente fue vicepresidente de Unión Monárquica Nacional opuesta a la concesión de la Mancomunidad de Cataluña. Dirigió la revista África, desde la que defendió la intervención española en la guerra de Marruecos y la creación de un Protectorado español en aquel país. Ostentó también el título de Gentilhombre del Rey Alfonso XIII.

## Obras
- Estudio de una organización del ejército arreglada a la potencia contributiva de España Barcelona (1905)
- España en el Rif Barcelona (1909)